# Едвард Ідріс Кассіді
Едвард Ідріс Кассіді (англ. Edward Idris Cassidy; 5 липня 1924 року, Сідней — 10 квітня 2021) — австралійський кардинал, дипломат Святого Престолу, голова Папської ради зі сприяння єдності християн (1989—2001).

## Біографія
Навчався в семінарії святого Колумбана в Спрінгвуді і колегії святого Патріка в Менлі. 23 липня 1949 року отримав священицьке рукоположення, після чого виконував душпастирське служіння в дієцезії Вагга-Вагга. У 1952 році відбув на навчання до Рима. Захистив докторську дисертації з канонічного права в Папському Латеранському університеті і, крім того, отримав дипломатичну підготовку в Папській Церковній Академії. У 1955 році вступив на дипломатичну службу Святого Престолу. У 1955—1962 роках був секретарем інтернунціатури в Індії. У 1962—1967 роках працював в дипломатичних представництвах Святого Престолу в Ірландії (аудитор нунціатури), з 1967 по 1969 рік у Сальвадорі (радник нунціатури), з 1969 по 1970 рік в Аргентині (радник нунціатури).

### Єпископ і апостольський нунцій
27 жовтня 1970 року Папа Римський Павло VI призначив Едварда Кассіді титулярним архієпископом Аманції і апостольським пронунцієм Китаю. Єпископська хіротонія відбулася 15 листопада 1970 року (головний святитель — кардинал Жан Війо, державний секретар Святого Престолу). Згодом архієпископ Кассіді виконував обов'язки пронунція в Бангладеші (1973—1979), апостольського делегата в ПАР і апостольського пронунція в Лесото (1979—1984), апостольського пронунція в Нідерландах (1984—1988). У березні 1988 року перейшов на посаду заступника в загальних справах Державного секретаря Святого Престолу. 12 грудня 1989 року Папа Іван Павло II призначив архієпископа Кассіді президентом Папської ради зі сприяння єдності християн. Він брав участь у багатьох сесіях Всесвітнього Синоду Єпископів у Ватикані, зокрема головував на спеціальній сесії Синоду, присвяченій Церкві в Океанії, в листопаді і грудні 1998 року.

### Кардинал
28 червня 1991 року Папа Іван Павло II надав архієпископові Кассіді сан кардинала-диякона з дияконством Санта-Марія-ін-Віа-Лата. У травні 1996 року кардинал Кассіді був спеціальним легатом Папи під час святкувань 400-річчя Берестейської унії та 350-ліття Ужгородської унії в Україні. Після досягнення пенсійного віку в лютому 2002 року він був звільнений від обов'язків президента Папської ради зі сприяння єдності християн (його наступником став німецький кардинал Вальтер Каспер).
У лютому 2002 року кардинал Кассіді був підвищений до рангу кардинала-пресвітера, зі збереженням дияконії Санта-Марія-ін-Віа-Лата, піднесеної до гідності титулярної церкви pro hac vice. Після досягнення 80 років (липень 2004 року) кардинал Кассіді втратив право на участь у конклаві. Після виходу на пенсію проживає в Варабрук, Новий Південний Уельс).